# 惠山区图书馆
31°40′46″N 120°17′32″E / 31.67944°N 120.29218°E
惠山区图书馆，又称无锡市惠山区图书馆，是中华人民共和国江苏省无锡市惠山区的一个公立图书馆。

## 沿革
前身为1975年的无锡县图书馆。1995年，无锡县撤县设市后改称锡山市图书馆。2001年1月，撤市建区，锡山市图书馆一分为二，成立惠山区图书馆和锡山区图书馆。2005年6月，惠山区图书馆搬迁至新馆，位于惠山区新城政和大道187号，为四层大楼建筑。